# Shinonome (tàu khu trục Nhật) (1927)

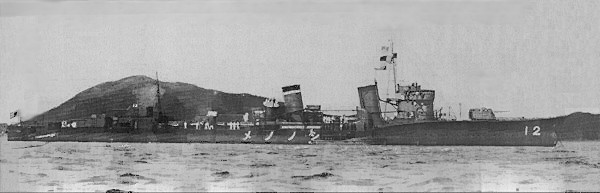
Một tấm ảnh khác về tàu khu trục Shinonome.

Shinonome (tiếng Nhật: 東雲) là một tàu khu trục hạng nhất của Hải quân Đế quốc Nhật Bản, thuộc lớp Fubuki bao gồm hai mươi bốn chiếc, được chế tạo sau khi Chiến tranh Thế giới thứ nhất kết thúc. Khi được đưa vào hoạt động, những con tàu này là những tàu khu trục mạnh mẽ nhất thế giới. Chúng phục vụ như những tàu khu trục hàng đầu trong những năm 1930, và tiếp tục là những vũ khí lợi hại trong cuộc Chiến tranh Thái Bình Dương. Shinonome bị không kích đánh chìm ngay vào lúc bắt đầu chiến tranh, ngày 17 tháng 12 năm 1941 gần Sarawak trong Chiến tranh Thế giới thứ hai.

## Thiết kế và chế tạo
Việc chế tạo lớp tàu khu trục Fubuki tiên tiến được chấp thuận vào năm tài chính 1923 như một phần của chương trình có tham vọng cung cấp cho Hải quân Đế quốc Nhật Bản một ưu thế về chất lượng so với những tàu chiến hiện đại nhất của thế giới. Khả năng thể hiện của lớp Fubuki là một bước nhảy vọt so với các thiết kế tàu khu trục trước đó, nên chúng được gọi là các "tàu khu trục đặc biệt" (tiếng Nhật: 特型 - Tokugata). Kích thước lớn, động cơ mạnh mẽ, tốc độ cao, bán kính hoạt động lớn và vũ khí trang bị mạnh chưa từng có khiến cho các tàu khu trục này có được hỏa lực tương đương nhiều tàu tuần dương hạng nhẹ của hải quân các nước khác. Shinonome được chế tạo tại Xưởng hải quân Sasebo, được đặt lườn vào ngày 12 tháng 8 năm 1926. Nó được hạ thủy vào ngày 26 tháng 11 năm 1927 và đưa ra hoạt động vào ngày 25 tháng 7 năm 1928. Nguyên được dự định mang số hiệu đơn giản là "Tàu khu trục số 40", nó được hoàn tất dưới tên gọi Shinonome.

## Lịch sử hoạt động
Khi hoàn tất, Shinonome được phân về Hải đội Khu trục 12 thuộc Hạm đội 2 Hải quân Đế quốc Nhật Bản. Trong cuộc Chiến tranh Trung-Nhật, Shinonome được phân công tuần tra dọc theo bờ biển miền Nam Trung Quốc, và đã tham gia vào việc Chiếm đóng Đông Dương thuộc Pháp vào năm 1940.
Vào lúc xảy ra cuộc tấn công Trân Châu Cảng, Shinonome được phân về Hải đội Khu trục 12 của Đội khu trục 3 thuộc Hạm đội 1 Hải quân Đế quốc Nhật Bản và được bố trí từ Quân khu Hải quân Kure đến cảng Samah trên đảo Hải Nam. Từ ngày 4 đến ngày 12 tháng 12 năm 1941, Shinonome hỗ trợ cho cuộc đổ bộ lực lượng Nhật Bản lên Kota Bharu tại Malaya.
Từ ngày 16 tháng 12, Shinonome được phân công hỗ trợ cho các cuộc đổ bộ lực lượng Nhật Bản lên Borneo. Tài liệu chính thức về số phận của nó lại không rõ ràng. Mặc dù một số nguồn của Nhật Bản vào lúc đó cho rằng nó trúng phải thủy lôi, không có bất kỳ tài liệu nào của Anh hay Hà Lan ghi nhận việc rải thủy lôi trong khu vực. Hiện tại, người ta chấp nhận rộng rãi là Shinonome đã bị máy bay của Hà Lan đánh chìm; có thể là vào ngày 17 tháng 12 năm 1941, sau khi trúng hai quả bom ném từ thủy phi cơ Hà Lan X-32 thuộc liên đội Không lực Hải quân GVT-7, làm phát nổ hầm đạn của nó; hoặc cũng có thể vào ngày 18 tháng 12 năm 1941, sau một cuộc không kích của các máy bay ném bom Martin B-10 thuộc Không quân Hoàng gia Đông Ấn thuộc Hà Lan. Cho dù là bởi nguyên nhân nào, Shinonome dường như đã nổ tung và chìm với toàn bộ thủy thủ đoàn ở một nơi nào đó chung quanh Miri, Sarawak, tọa độ 04°24′B 114°0′Đ / 4,4°B 114°Đ.
Vào ngày 15 tháng 1 năm 1942, Shinonome được rút khỏi danh sách Đăng bạ Hải quân.

### Xác tàu đắm củaShinonome
Vị trí chính xác của Shinonome cho đến nay vẫn chưa được biết, nhưng nó nằm đâu đó giữa Seria, Brunei về phía Bắc cho đến bản thân thị trấn Miri. Một toán khảo sát xác tàu đắm đặt căn cứ tại Miri, và dưới sự trợ giúp của người Hà Lan, đã tiến hành tìm kiếm những gì còn lại của con tàu kể từ năm 2004. Nhóm đã xác định nhiều địa điểm tiềm năng, và đang trong quá trình xác định chúng. Vị trí, phương hướng và tình trạng của xác tàu đắm sẽ giúp giải thích những bí ẩn kéo dài về hoàn cảnh mà Shinonome bị mất.

## Danh sách thuyền trưởng
- Trung tá Tokuichi Kuga (sĩ quan trang bị trưởng): 15 tháng 2 năm 1928 - 25 tháng 7 năm 1928
- Trung tá Tokuichi Kuga: 25 tháng 7 năm 1928 - 30 tháng 11 năm 1929
- Thiếu tá Suminobu Sakai: 30 tháng 11 năm 1929 - 1 tháng 12 năm 1930
- Thiếu tá Masao Yamamoto: 1 tháng 12 năm 1930 - 1 tháng 12 năm 1932; thăng Trung tá
- Thiếu tá Kiyogo Takeda: 1 tháng 12 năm 1932 - 25 tháng 1 năm 1933
- Trung tá Tsutomu Shibata: 25 tháng 1 năm 1933 - 15 tháng 11 năm 1933
- Trung tá Shigeyasu Nishioka: 15 tháng 11 năm 1933 - 15 tháng 11 năm 1934
- Trung tá Torajiro Sato: 15 tháng 11 năm 1934 - 2 tháng 11 năm 1936
- Thiếu tá Katsumori Yamashiro: 2 tháng 11 năm 1936 - 1 tháng 7 năm 1937
- Trung tá Masayuki Kitamura: 1 tháng 7 năm 1937 - 16 tháng 8 năm 1937
- Thiếu tá Katsumori Yamashiro: 16 tháng 8 năm 1937 - 15 tháng 11 năm 1937
- Trung tá Kiyota Kagawa: 15 tháng 11 năm 1937 - 15 tháng 12 năm 1938
- Thiếu tá Kunizo Kanaoka: 15 tháng 12 năm 1938 - 1 tháng 12 năm 1939; thăng Trung tá 15 tháng 11 năm 1939
- Thiếu tá Magatarou Koga: 1 tháng 12 năm 1939 - 15 tháng 10 năm 1940
- Thiếu tá Hiroshi Sasagawa: 15 tháng 10 năm 1940 - 17 tháng 12 năm 1941; thăng Trung tá 15 tháng 10 năm 1941; tử trận, được truy thăng Đại tá